# Temple dels Lars Permarins
El Temple dels Lars Permarins (en llatí: Aedes Lares Permarini) era un temple romà del Segle II aC dedicat als lars que protegien els mariners. Segon els <i>Fastos Prenestinos</i>, es trobava a l'interior del Pòrtic de Minuci, al Camp de Mart, a Roma. Algunes reminiscències del temple es van detectar al 1938 prop de la intersecció de la Via de les Botigues Fosques i la Via Celsa.
Els fragments trobats, datables del final del segle I ae, corresponen al model descrit sobre el Forma Urbis i indiquen un temple perípter i octàstil amb 12 columnes al llarg dels flancs i un profund prónaos i una cel·la amb columnes, tot situat sobre un alt podi. Era al sud-oest de l'eix central del Pòrtic de Minuci.
El va prometre el pretor Luci Emili Regil, mentre estava implicat en una batalla naval contra la flota d'Antíoc III el Gran (r. 223–187 ae), el 190 ae i fou dedicat per Marc Emili Lèpid, quan aquest fou fet censor, el 22 de desembre del 179 ae junt als temples de Diana al Circ Flamini i el Temple de Juno Regina. A les portes tenia una inscripció dedicatòria en versos saturnians.